# فرودگاه جین لیک
فرودگاه جین لیک (به انگلیسی: Jean Lake Airport) یک فرودگاه همگانی است که یک باند فرود چمن دارد و طول باند آن ۷۳۲ متر است. این فرودگاه در کشور کانادا قرار دارد و در ارتفاع ۷۲۲ متری از سطح دریا واقع شده‌است.